# NGC 7246
NGC 7246 је спирална галаксија у сазвежђу Водолија која се налази на NGC листи објеката дубоког неба.
Деклинација објекта је - 15° 34' 12" а ректасцензија 22h 17m 42,6s. Привидна величина (магнитуда) објекта NGC 7246 износи 14,5 а фотографска магнитуда 15,4. NGC 7246 је још познат и под ознакама IC 5198, MCG -3-56-14, IRAS 22150-1549, PGC 68512.